# Shannon Bloedel
Shannon Bloedel (...) è un'ex sciatrice alpina statunitense paralimpica, che ha rappresentato gli Stati Uniti nello sci alpino paralimpico ai Giochi paralimpici invernali del 1992 ad Albertville, vincitrice di una medaglia d'argento.

## Biografia
Un incidente all'età di dieci anni ha lasciato Bloedel senza l'uso delle gambe. Mentre frequentava l'Università del Washington Bloedel ha deciso di iniziare a sciare a livello agonistico, entrando,  nel 1987, a far parte della squadra nazionale. Ha lavorato anche come modella di abbigliamento e ha posato per i cataloghi di Nordstrom e per quelli di Eddie Bauer
Rimasta incinta nel 1994, si ritirata dallo sci per vivere con il marito Troy e i loro due figli, Charlotte e Michael a Seattle.

## Carriera
Durante i suoi sette anni nella squadra nazionale statunitense, Bloedel ha gareggiato in competizioni nazionali e internazionali, guadagnando medaglie d'oro alla nazionale statunitense e ai Campionati nel 1991. Nel 1999 è stata inserita nella National Sky Hall of Fame degli atleti paralimpici. Alle Paralimpiadi del 1992 ad Albertville, in Francia, Bloedel ha gareggiato nello slalom gigante, nella discesa libera e nel supergigante. Con 3:00.18 Bloedel ha vinto l'argento nello slalom gigante categoria LW10-11, dietro alla svedese Marit Ruth, oro con un tempo di 2:36.78 e davanti alla connazionale Candace Cable, bronzo in 3:31.34. Nelle altre gare invece Bloedel non ha ottenuto risultati notevoli.

## Premi e riconoscimenti
- National Disabled Ski Hall of Fame Award (1999)

## Palmarès

### Paralimpiadi
- 1 medaglia:
  - 1 argento (slalom gigante LW10-11 a Lillehammer 1994)